# Saint-Chély-d'Aubrac
Saint-Chély-d'Aubrac (okcitansko Sanch Èli) je naselje in občina v južnem francoskem departmaju Aveyron regije Jug-Pireneji. Leta 1999 je naselje imelo 532 prebivalcev.

## Geografija
Kraj leži v pokrajini Rouergue 50 km severovzhodno od središča departmaja Rodeza. V neposredni bližini izvira 25 km dolga rečica Boralde de Saint-Chély-d'Aubrac, desni pritok reke Lot.

## Uprava
Saint-Chély-d'Aubrac je sedež istoimenskega kantona, v katerega je poleg njegove vključena še občina Condom-d'Aubrac z 863 prebivalci.
Kanton Saint-Chély-d'Aubrac je sestavni del okrožja Rodez.

## Zanimivosti
- romanska cerkev iz 11. do 12. stoletja, obnovljena v 15. stoletju, vmesna postaja na romarski poti v Santiago de Compostelo (Via Podiensis),
- botanični vrt z več kot 500 različnimi vrstami rastlin, ustanovljen leta 1995,
- Saint-Chély-d'Aubrac je od avgusta 2006 član Nature 2000.